# Округ Вудфорд (Илиноис)
Вудфорд (енгл. Woodford County) је округ у америчкој савезној држави Илиноис.

## Демографија
По попису из 2010. године број становника је 38.664, што је 3.195 (9,0%) становника више него 2000. године.
| Група             | 2000.          | 2010.          |
| Белци             | 34.760 (98,0%) | 37.294 (96,5%) |
| Афроамериканци    | 89 (0,3%)      | 187 (0,5%)     |
| Азијати           | 109 (0,3%)     | 213 (0,6%)     |
| Хиспаноамериканци | 241 (0,7%)     | 527 (1,4%)     |
| Укупно            | 35.469         | 38.664         |